# Judite
Judite (em hebraico: יהודית, hebraico moderno: Yəhudit, tiberiano: Yəhûḏîṯ; "Louvado" ou "judia"), a forma feminina de Judá.
Judite é o nome de uma das duas esposas hititas de Esaú, no livro de Gênesis 26:34. Alegadamente, as duas esposas de Esaú eram um grande incômodo para seus pais, Isaque e Rebeca. Tal como acontece com os sogros na contemporaneidade, não é incomum para algumas famílias ficarem tristes ou incomodadas pelas esposas de seus filhos. Está escrito que quando Esaú tinha quarenta anos, tomou Judite, uma hitita, filha de Beeri, como sua esposa, juntamente com Basemate, outra hitita, filha de Elom. As duas mulheres foram um motivo de desgosto para Isaque e Rebeca, como está escrito em Gênesis 26:35. 
O Livro de Judite é um dos livros deuterocanônicos do Antigo Testamento. Sua história envolvendo a decapitação do General Holofernes relatada nestas escrituras foi inspiração para pintores como Francisco de Goya (Espanha) e Pedro Américo (Brasil), que pintaram suas representações do episódio. 